# 키나발루 공원
키나발루 공원(말레이어: Taman Kinabalu)은 말레이시아 보르네오섬 사바주에 위치한 국립공원이다. 1964년 말레이시아 최초로 국립공원으로 지정됐으며, 2000년에는 말레이시아 최초로 유네스코 세계유산에 등재됐다. 약 4,500 종의 동식물이 서식하고 있으며, 326종의 새, 약 100종의 포유류, 110종의 달팽이가 서식하고 있는 생물학적으로 중요한 지역이다.
말레이시아 보르네오섬 사바주 서부 해안에 위치한 키나발루 공원은 보르네오섬에서 가장 높은 키나발루 산(4,095.2m)을 둘러싸고 있으며, 약 면적은 754km2이다.
키나발루 공원은 보르네오섬에서 가장 있기 있는 관광지 중 하나이며, 2010년 약 61만 명이 방문했다.